# Wiktor Barjachtar

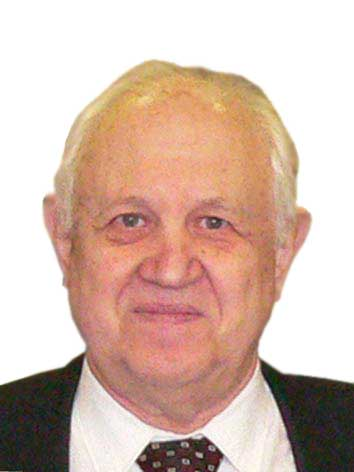
Wiktor Hryhorowytsch Barjachtar

Wiktor Hryhorowytsch Barjachtar (ukrainisch Віктор Григорович Бар'яхтар, russisch Виктор Григорьевич Барьяхтар/Wiktor Grigorjewitsch Barjachtar; * 9. August 1930 in Mariupol; † 25. August 2020) war ein ukrainischer Festkörperphysiker und Hochschullehrer.

## Leben
Barjachtar, Sohn der Lehrer Grigor Fjodorowitsch Barjachtar und Anna Dmitrijewna geb. Paranitsch, studierte an der Universität Charkow mit Abschluss 1953. 1954–1973 arbeitete er im Charkower Physik-und-Technik-Institut der Akademie der Wissenschaften der Ukrainischen Sozialistischen Sowjetrepublik (AN-USSR) und 1978 wurde er Mitglied der Akademie.
1973–1982 leitete Barjachtar die Theorie-Abteilung des Donezker Physik-und-Technik-Instituts (DonFTI) der AN-USSR (später Donezker A. A. Galkin-Physik-und-Technik-Institut). Dazu war er 1975–1978 Institutsdirektorstellvertreter und wurde 1978 Vorsitzender des Donezker Wissenschaftszentrums.
1982 wurde Barjachtar Akademie-Sekretär der Abteilung für Physik und Astronomie der AN-USSR (bis 1989), 1989 Vize-Präsident und 1994 Erster Vize-Präsident der AN-U. 1985 wurde er Direktor des Instituts für Metallphysik der AN-USSR (bis 1989) und Leiter der Abteilung für Theoretische Physik. Ebenfalls 1985 wurde er auf den Lehrstuhl für Mathematik und Theoretische Strahlenphysik der Universität Kiew berufen.
1995 gründete Barjachtar auf der Basis der Abteilung für Theoretische Physik und Physik dünner Schichten des Instituts für Metallphysik das Institut für Magnetismus der AN-U, dessen Direktor er wurde. 1997–2007 war er Dekan der Physikalisch-Mathematischen Fakultät des Kiewer Polytechnischen Instituts (KPI).
Barjachtars Forschungsschwerpunkte waren der Magnetismus, die Metallphysik, Plasma-Physik und Supraleitung. Zusammen mit A. I. Achijeser entdeckte er die Magnetoakustische Resonanz, die 1956 im Erfindungsregister der Sowjetunion registriert wurde.

## Ehrungen, Mitgliedschaften
- AN-USSR (1978)
- American Physical Society
- Internationale Union für Mathematische Physik
- Präsident der Ukrainischen Physikalischen Gesellschaft (1991–1995)
- Leninorden
- Jubiläumsmedaille „Zum Gedenken an den 100. Geburtstag von Wladimir Iljitsch Lenin“ (1970)
- Orden des Roten Banners der Arbeit (1971)
- K. D. Sinelnikow-Preis der AN-USSR (1978)
- Verdienter Wissenschaftler der USSR (1980)
- Krylow-Preis der AN-USSR (1985)
- Ehrenzeichen des Präsidenten der Ukraine (1994)[4]
- Johannes Paul II.-Medaille (1994)
- Orden des Fürsten Jaroslaw des Weisen 5. Klasse (1998)
- Bogoljubow-Preis des Instituts für Kernforschung (Dubna) (1999)
- Verdienstorden (Ukraine) 2. Klasse (2000)
- Verdienstorden (Ukraine) 1. Klasse (2005)
- Staatspreis der USSR (zweimal) und Staatspreis der Ukraine
- Wernadski-Goldmedaille der AN-U (2008)
- Held der Ukraine (2010)[5]